# Cadeia de sobrevivência
A cadeia de sobrevivência, também conhecida como "cadeia de socorro", traduz o conceito para o melhor socorro a uma vítima em paragem cardiorrespiratória proporcionando-lhe a probabilidade máxima de sobrevivência.
A cadeia de sobrevivência é composta por 4 elos:
- Deteção e alerta;
- Reanimação cardiorrespiratória precoce;
- Desfibrilhação precoce (desfibrilador automático externo);
- Cuidados pós-ressuscitação (suporte avançado à vida).